# Липовое (Чернухинский район)
Липовое (укр. Липове) — село,
Кизловский сельский совет,
Чернухинский район,
Полтавская область,
Украина.
Код КОАТУУ — 5325181709. Население по переписи 2001 года составляло 48 человек.

## Географическое положение
Село Липовое находится на правом берегу реки Многа,
выше по течению на расстоянии в 1 км расположено село Луговики,
ниже по течению на расстоянии в 1,5 км расположено село Кизловка.
Рядом проходит автомобильная дорога Р-60.